# Kopenhagener Schule
Die Kopenhagener Schule ist ein Zentrum strukturaler Sprachwissenschaft,  die 1931 von Louis Hjelmslev und Viggo Brøndal gegründet wurde.

## Beschreibung
Die Kopenhagener Schule zählt neben der Genfer Schule und der Prager Schule zu den Zentren strukturaler Sprachwissenschaften. Um sich gegenüber anderen linguistischen Traditionen abzugrenzen, prägten Louis Hjelmslev und Hans Jørgen Uldall 1936 den Begriff der Glossematiker mit dem Gedanken, eine formalisierte Beschreibung von Sprache zu erlangen.
Aufbauend auf Brøndals Betonung, die rein formalen Eigenschaften eines Systems und seiner Substanz zu unterscheiden, legte Hjelmslev als Hauptautor der Kopenhagener Schule in den dreißiger Jahren einen formalen linguistischen Ansatz vor, der später als Glossematik (doppelte Dualität des sprachlichen Zeichens) bekannt wurde.
Er formulierte seine Sprachtheorie zusammen mit Uldall als Versuch, die Ausdrucksseite (phonetisch und grammatisch) und die Inhaltsseite einer Sprache nach einheitlichen Grundsätzen zu analysieren. Dabei ging er davon aus, dass Sprache nicht das einzige Kommunikationsmittel sei (vgl. nonverbale Kommunikation) und interessierte sich für eine allgemeine Theorie der Kommunikationszeichen, der Semiotik bzw. Semiologie.
Die Kopenhagener Schule berief sich mehr als alle anderen Schulen auf die Lehre de Saussures, obwohl sie in vielem an alte Traditionen anknüpfte und z. B. versuchte, Logik und Grammatik wieder miteinander zu verbinden. Auf alle Fälle hat Hjelmslev die psychologische Interpretation des sprachlichen Zeichens übernommen und dabei im Bereich des Zeichens seine Forschung weit über das Nur-Sprachliche hinaus ausgedehnt.
Als eine Ausrichtung des Strukturalismus, führt die Glossematik de Saussures
Konzept der sprachlichen Zeichen weiter.
Die Kerngedanken sind:
1. Eine Sprache besteht aus Inhalt und Ausdruck.
2. Eine Sprache besteht aus einer Aufeinanderfolge und einem System.
3. Inhalt und Ausdruck sind durch Kommutation miteinander verbunden.
4. Es gibt gewisse Beziehungen in der Aufeinanderfolge und im System.
5. Es gibt keine eins-zu-eins-Entsprechungen zwischen Inhalt und Ausdruck, aber die Zeichen können in kleinere Komponenten zerlegt werden.

War schon de Saussure mehr an langue als an parole interessiert, so war dies für die Kopenhagener Schule in ganz besonderem Maße zutreffend. Der Gedanke, dass Sprache eine Form und nicht eine Substanz sei, wurde dort in reinster Form vertreten. Das Interesse galt hier dem Beziehungssystem innerhalb der Sprache auf einer hohen Abstraktionsstufe. Dieser etwas einseitige Formalismus hat dieser Schule oft Kritiken wie 'Antihumanismus' und 'Linguistik im luftleeren Raum' eingebracht.